# The Transgression of Manuel
The Transgression of Manuel è un cortometraggio muto del 1913 diretto da Allan Dwan

## Trama
Trama in (EN)  di Moving Picture World  su IMDb

## Produzione
Il film fu prodotto dall'American Film Manufacturing Company come Flying A.

## Distribuzione
Distribuito dalla Mutual Film, il film -  un cortometraggio in una bobina - uscì nelle sale cinematografiche USA l'8 marzo 1913 e in quelle britanniche il 30 aprile 1913.